# Piatra, Orhei
Piatra este satul de reședință al comunei cu același nume  din raionul Orhei, Republica Moldova. În perioada sovietică acest sat se numea Lazo, în cinstea lui Serghei Lazo, revoluționar bolșevic, născut în această localitate.
Pe malul drept al râului Răut, este amplasat un recif, iar la 0,5 km nord-vest de sat se află stânca Mîgla, ambele arii protejate din categoria monumentelor naturii de tip geologic sau paleontologic.

## Atracții turistice

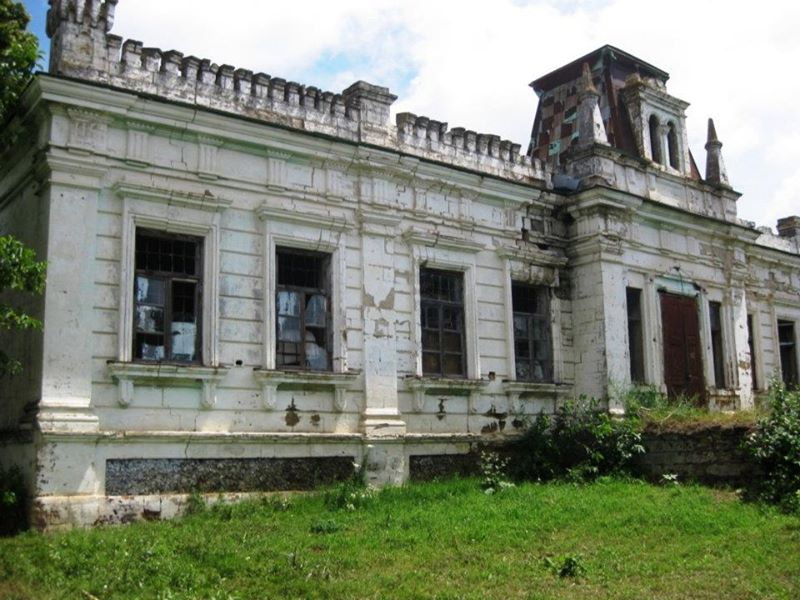
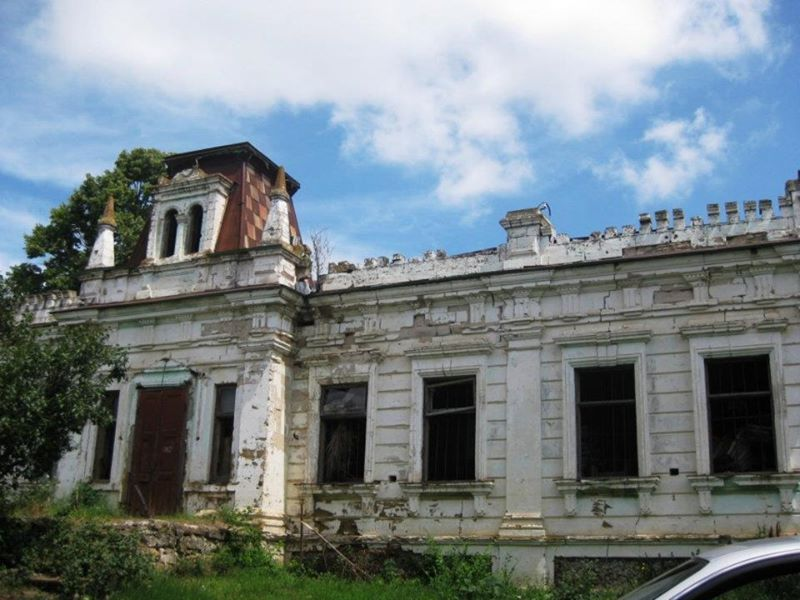
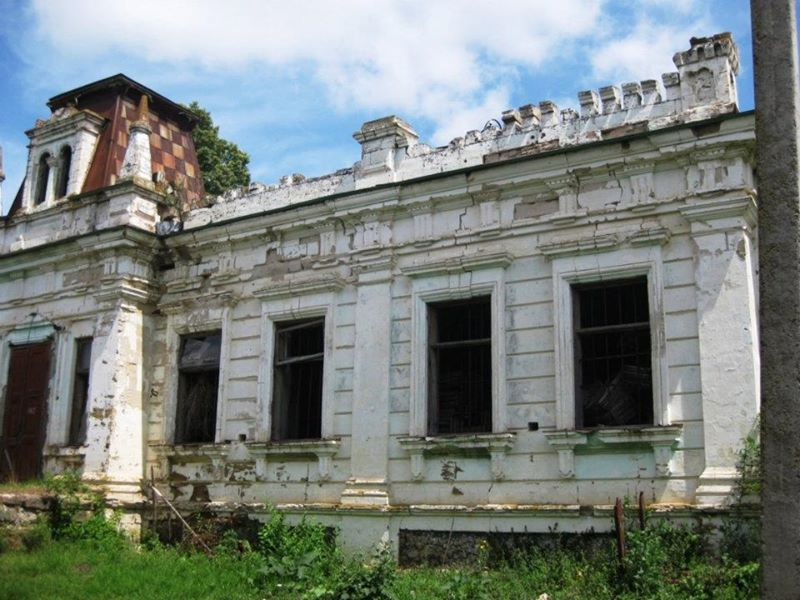
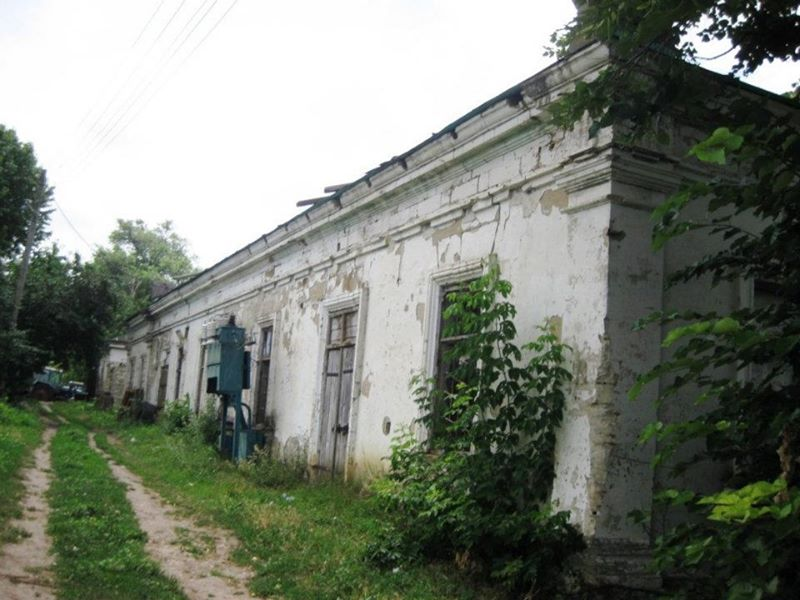
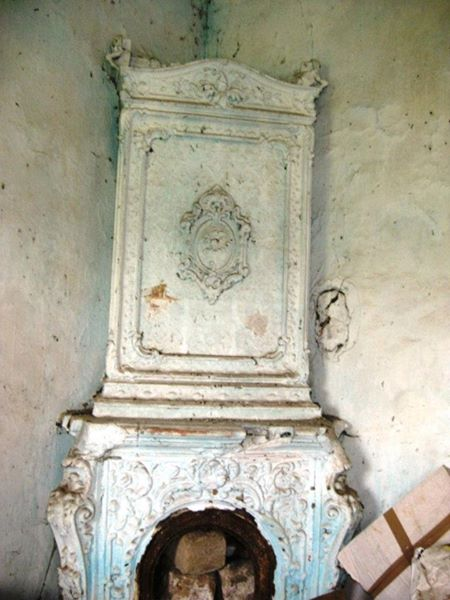

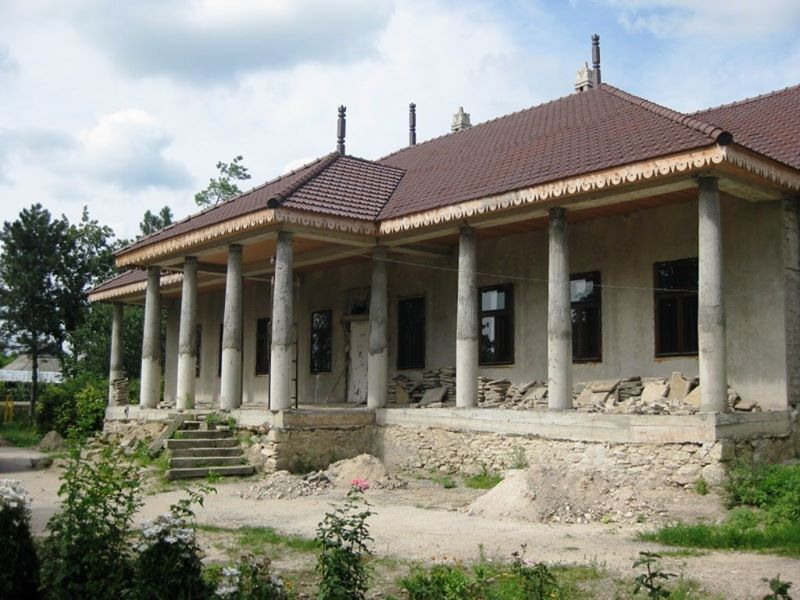
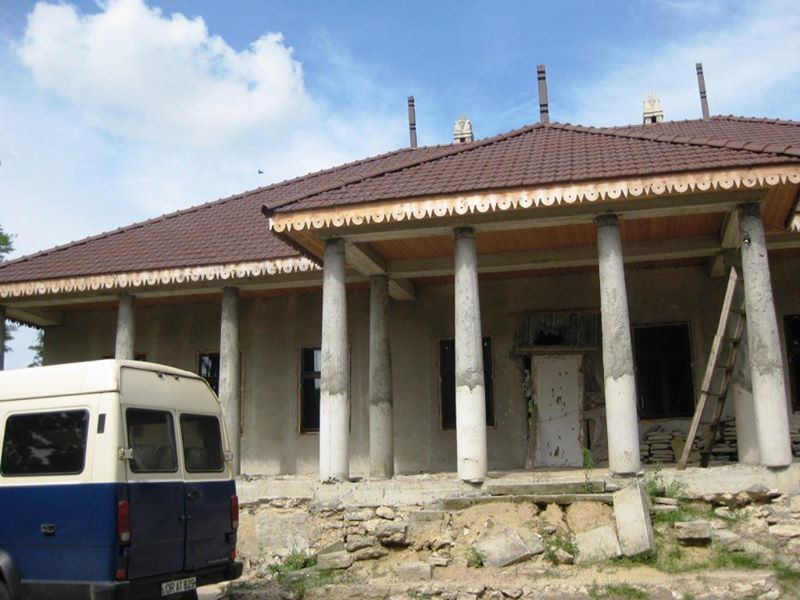
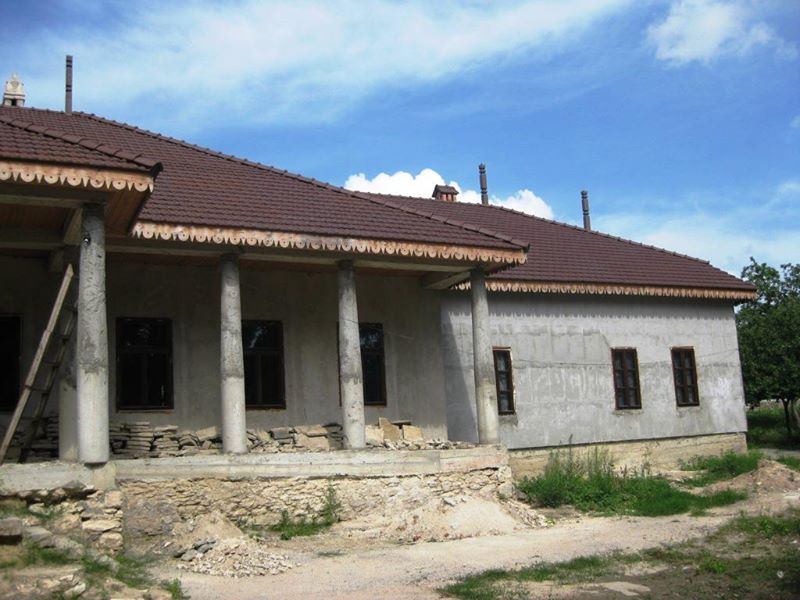
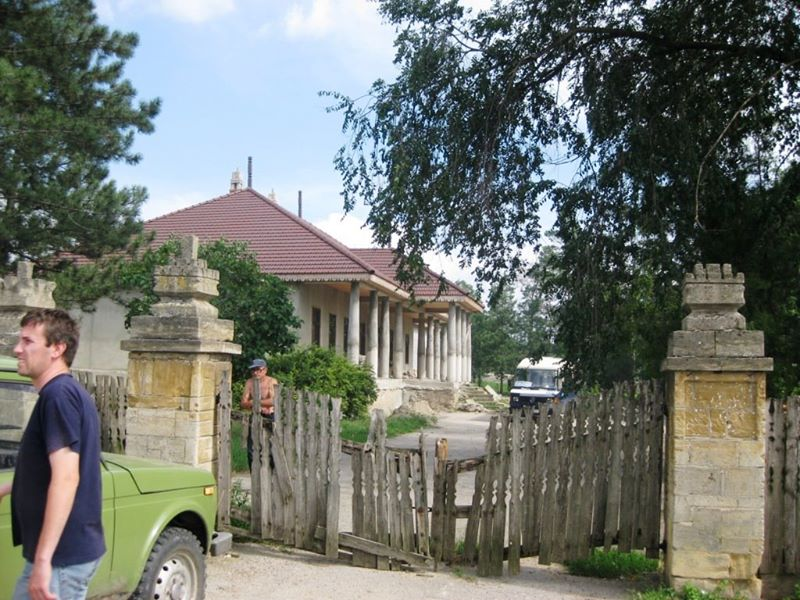
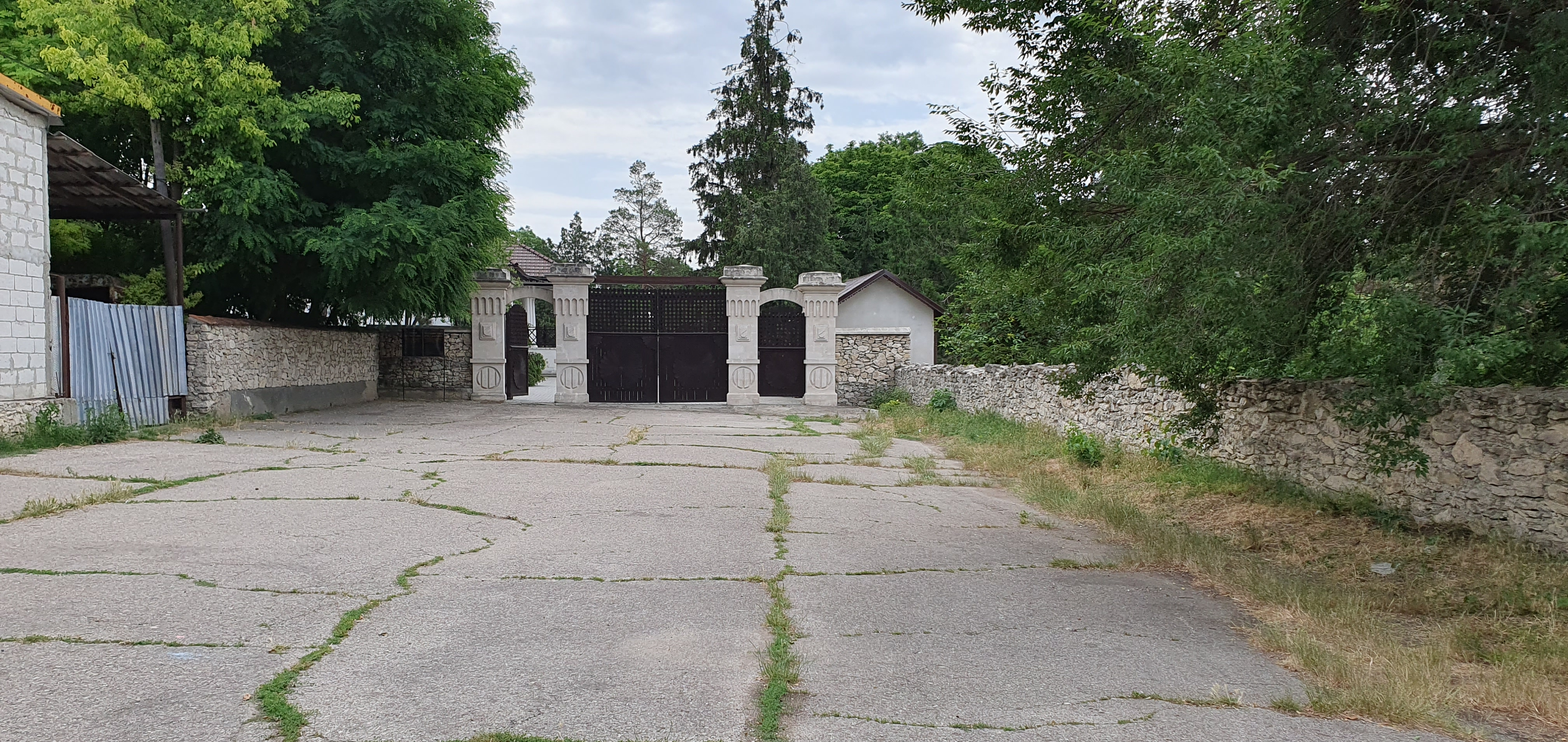

Conacul familiei Bogdasarov
Conacul familiei Lazo
Peisaje de lângă localitate

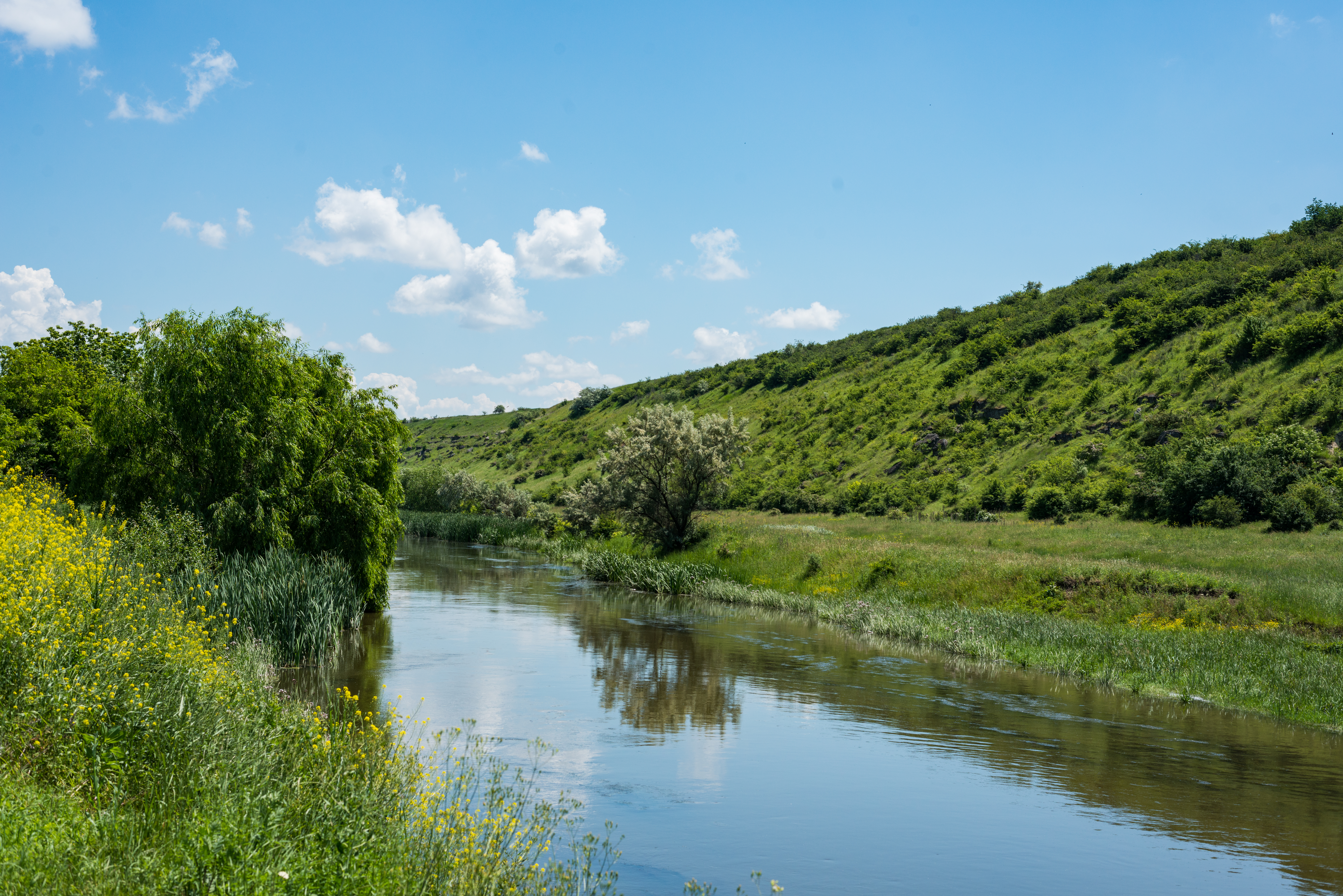
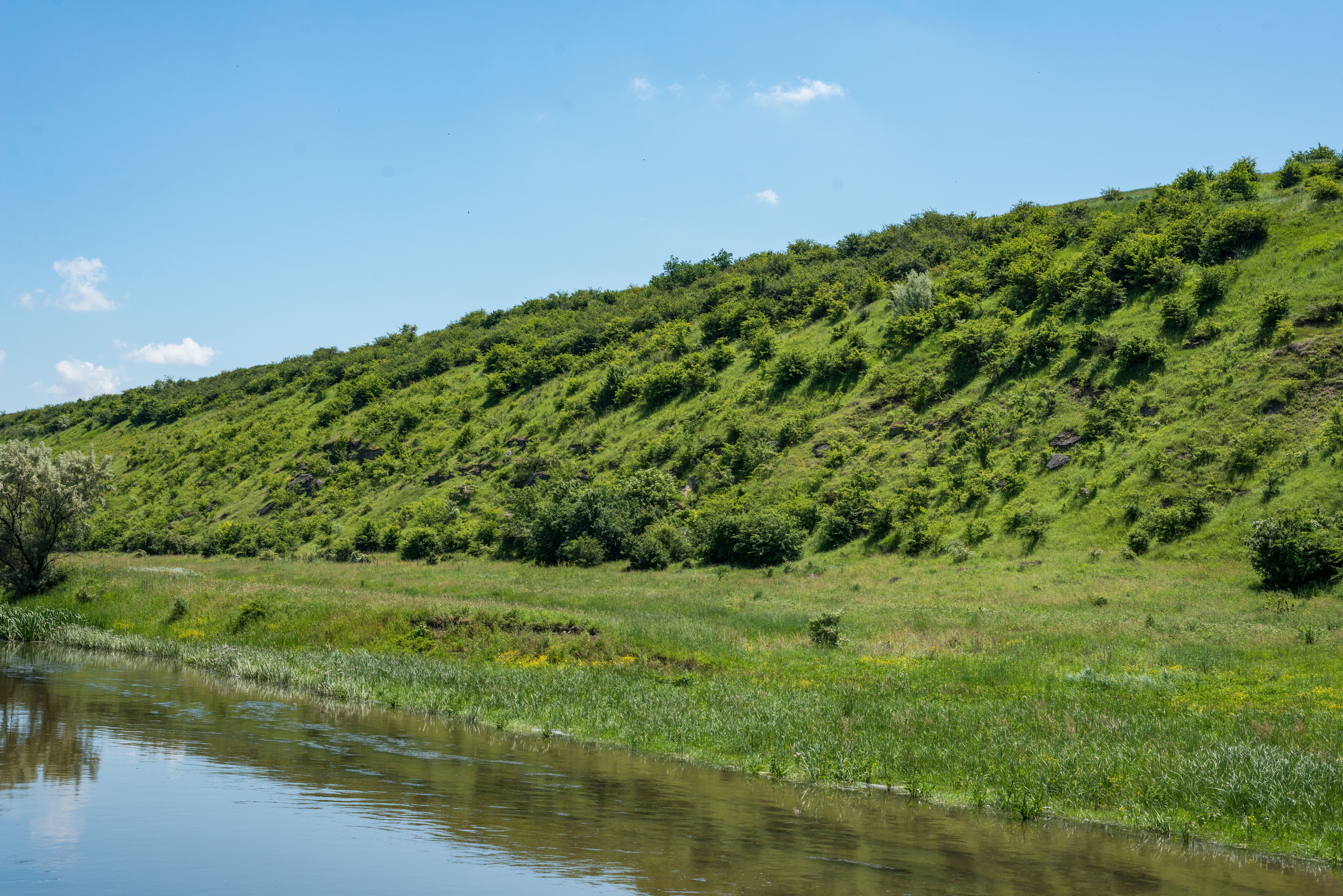
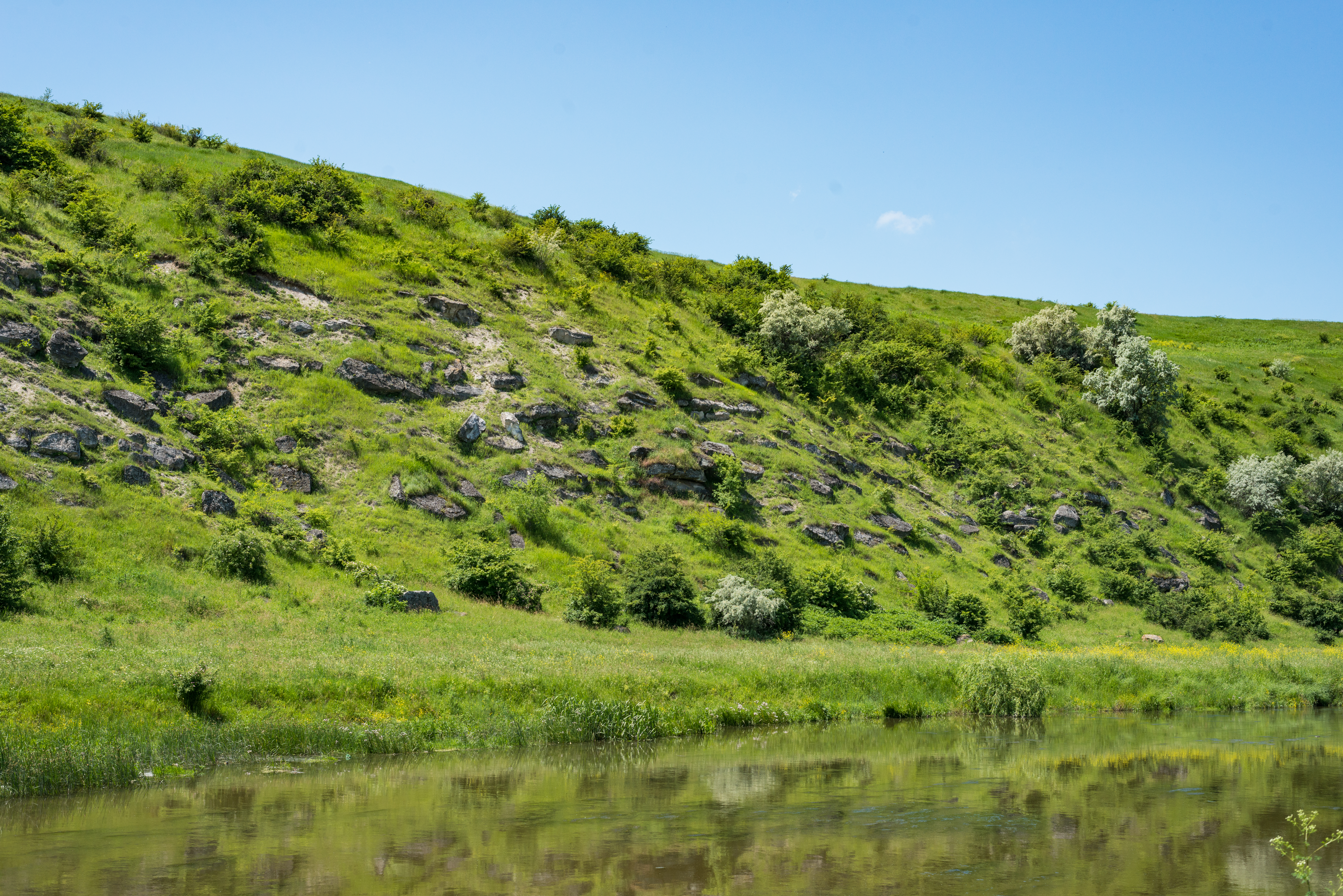
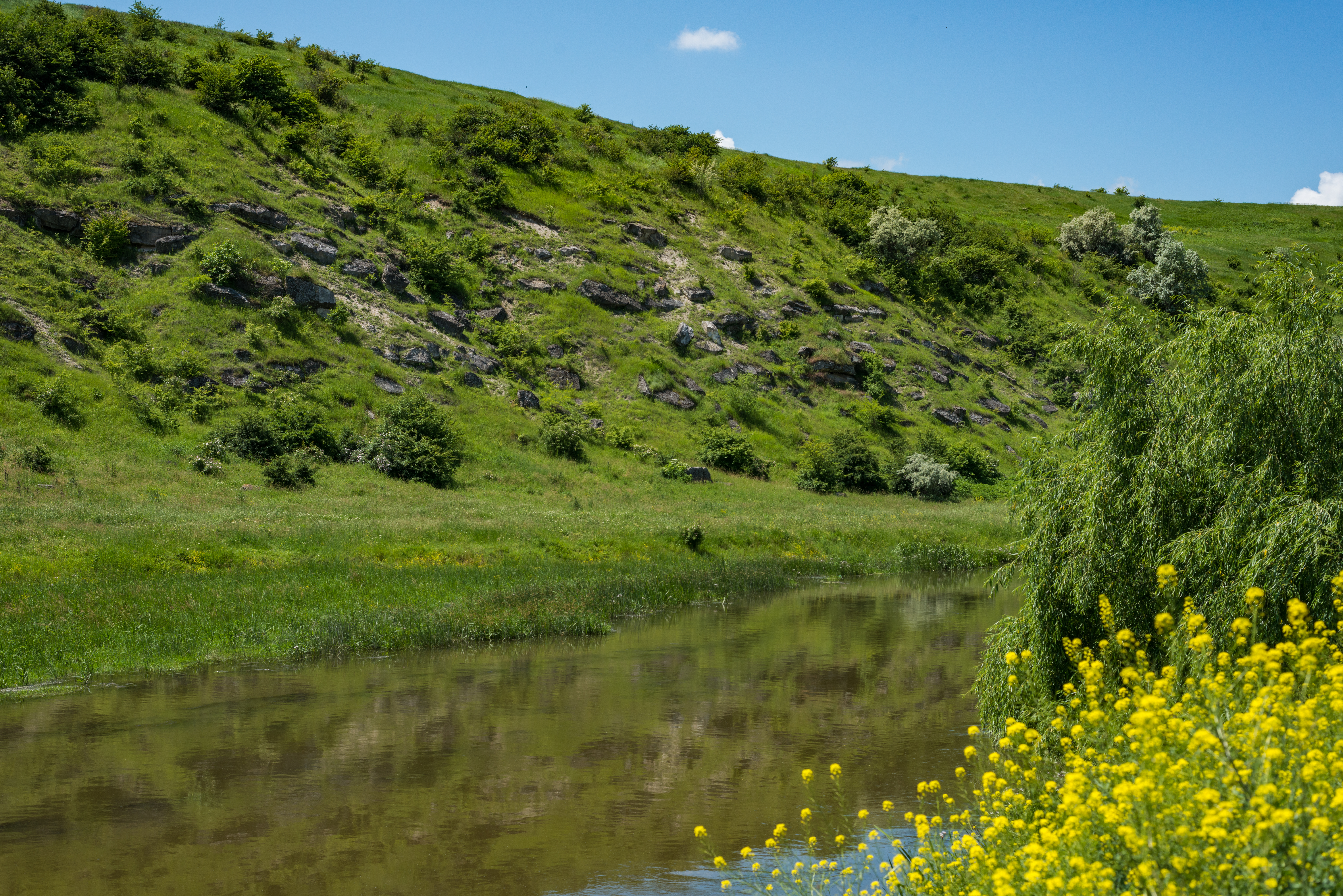
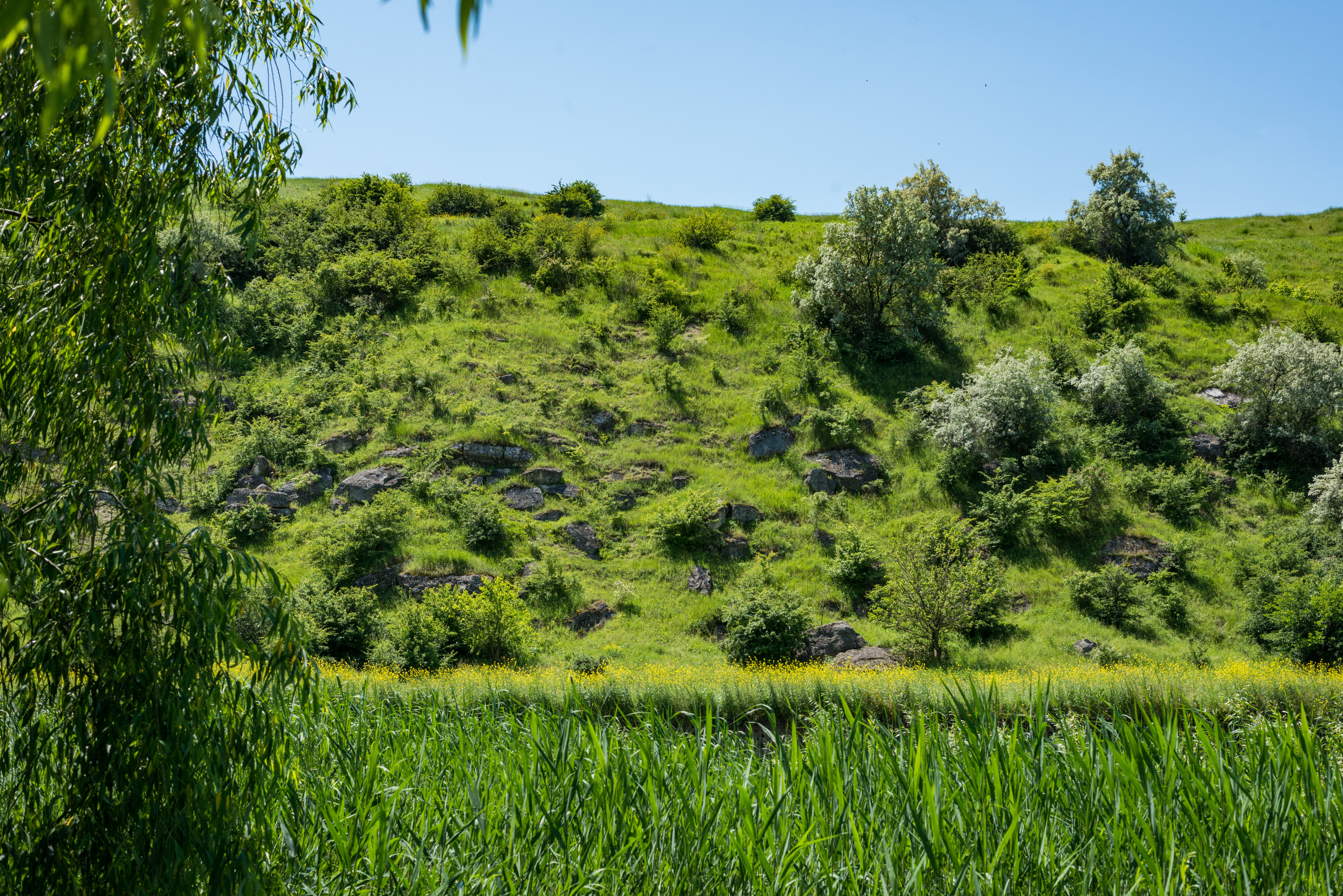
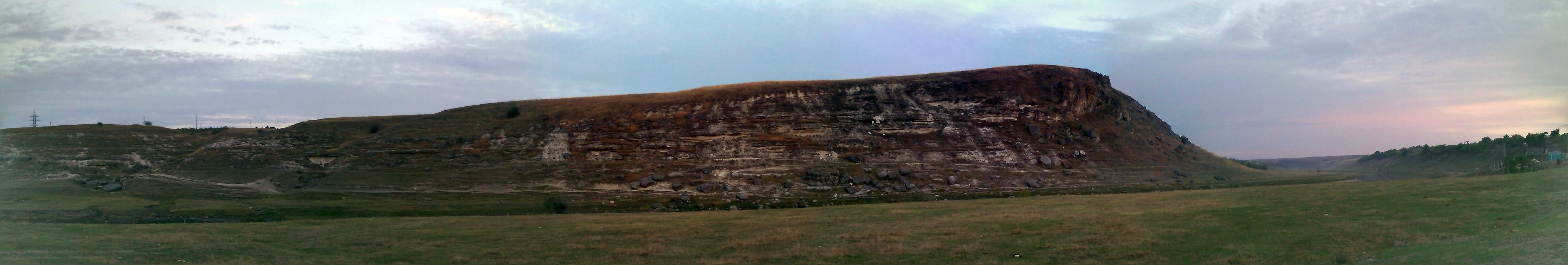
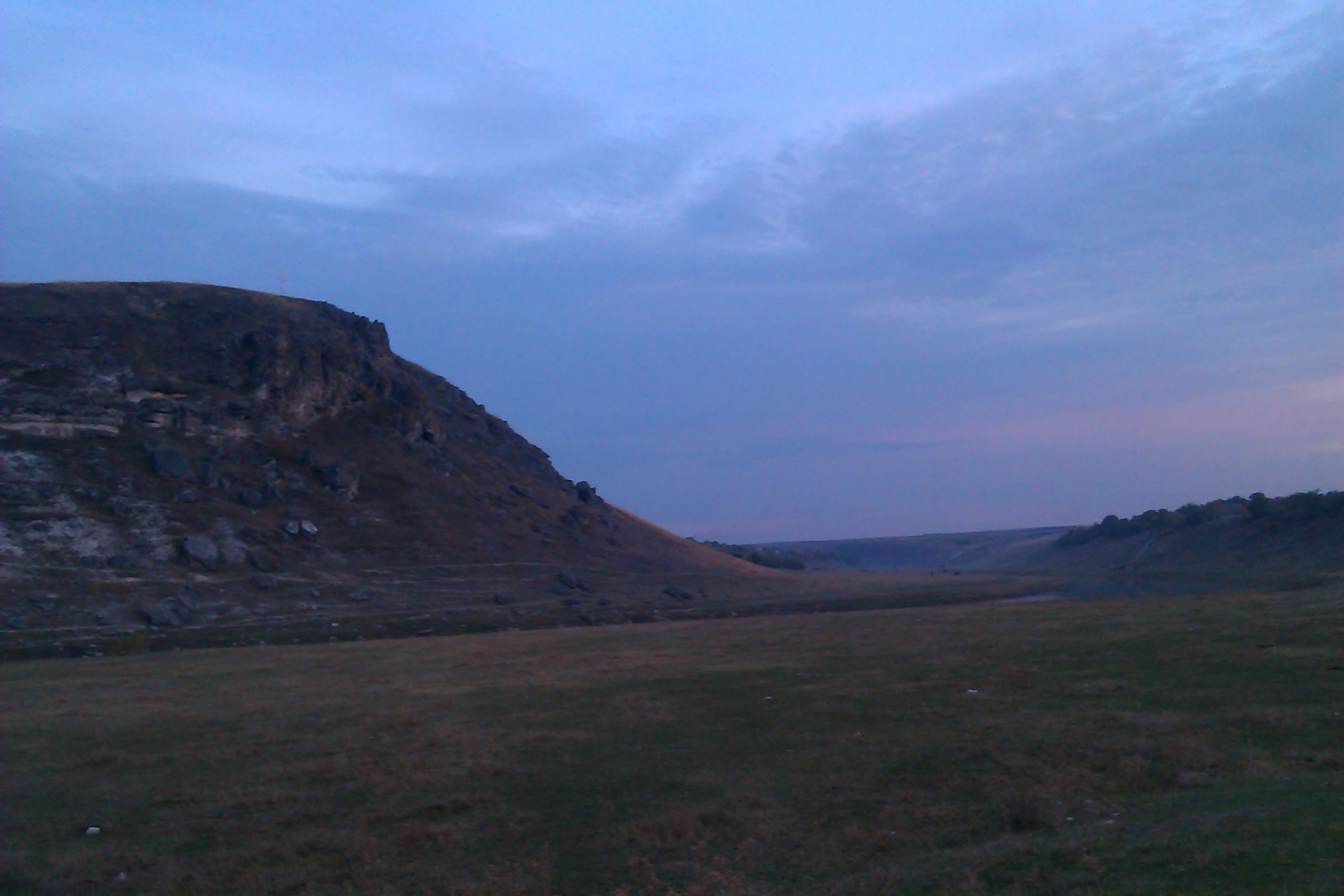
„Cap de stîncă” la Piatra.
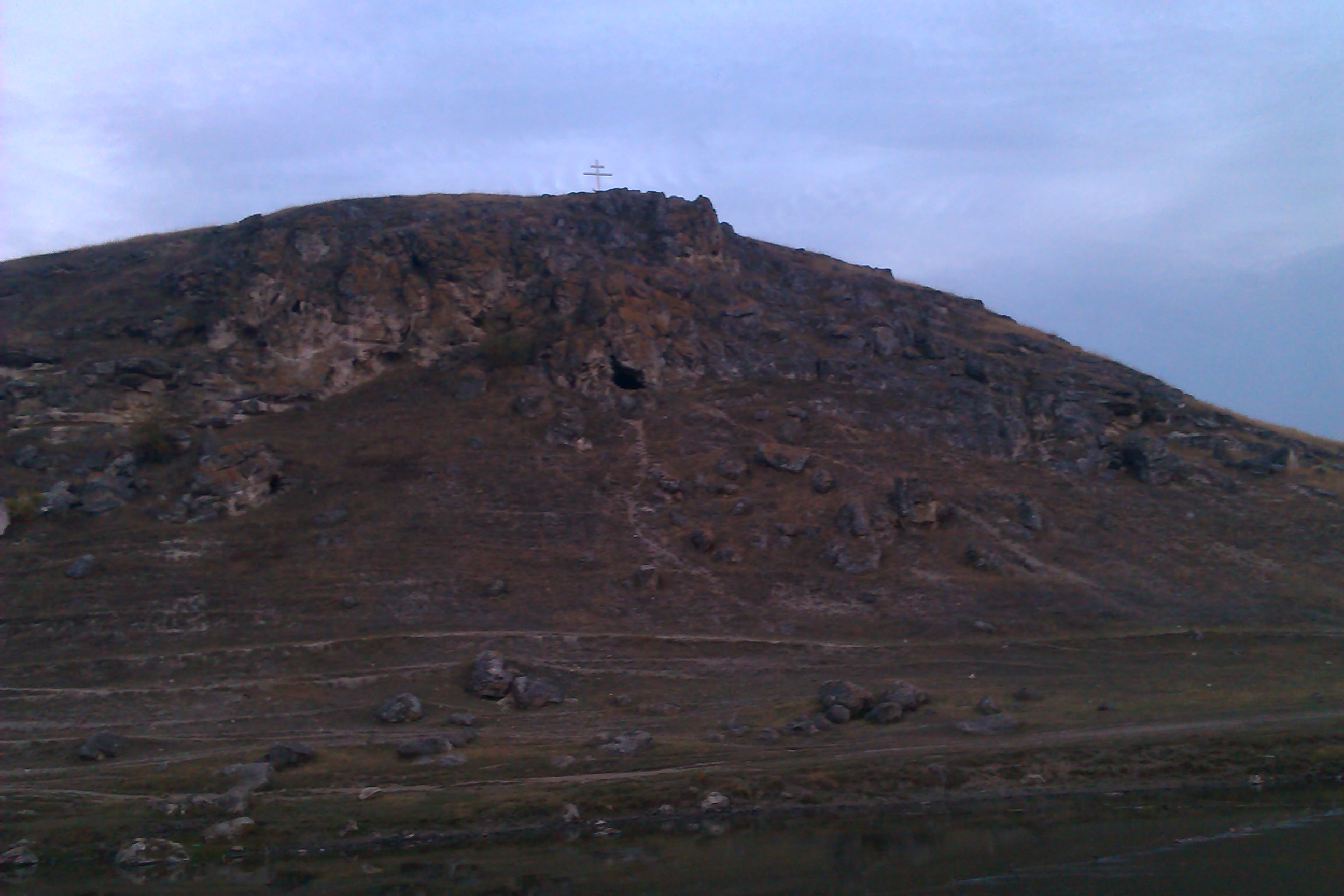
Stânca Mîgla

## Vezi și
- Conacul familiei Bogdasarov
- Conacul familiei Lazo